# Third-party-software
Third-party-software is software die niet tot de standaardsoftware van een besturingssysteem behoort, maar door derden wordt uitgegeven voor een bepaald besturingssysteem. Als een softwarepakket voor veel verschillende besturingssystemen beschikbaar is, zoals dat bij propriëtaire software vaak het geval is, dan kan die software vaak op cd-rom gekocht, of van de website van de leverancier gedownload worden. Als een leverancier een geschikt pakket voor het pakketbeheersysteem aanbiedt, dan kan de software met dat bestand geïnstalleerd worden.

## Besturingssystemen en versies
Meestal kan gekozen worden tussen verschillende versies van third-party software, die voor verschillende versies van een bepaald besturingssysteem gecompileerd zijn, zoals voor verschillende versies van Microsoft Windows. Met de juiste keuze voor een pakket kunnen compatibiliteitsconflicten voorkomen worden. Conflicten kunnen onder meer het gevolg zijn van verschillen in configuratie van software of hardware en verkeerde installatie en configuratie van drivers. Als gevolg van zulke conflicten kan een programma minder goed, of soms zelfs helemaal niet, werken.

## Unix
De software op een Unixplatform, zoals op een BSD-platform of een Linuxdistributie, is geconfigureerd door de package manager van het besturingssysteem. De deb-bestanden voor een dpkg package manager kunnen niet gebruikt worden voor installatie op een systeem met een RPM of een Portage package manager en vice versa. Op unixplaforms kan software ook vanuit de broncode in een tarball gecompileerd worden als er geen geschikt pakket voor de package manager beschikbaar is.